# 池内務
池内 務（いけうち つとむ、1964年 - 、）株式会社池内美術レントゲン藝術研究所ディレクター。
2002年から株式会社レントゲンヴェルケ代表取締役（現職）。

## 経歴
古美術商池内克哉の長男として東京に生まれる。
86年玉川大学文学部芸術学科演劇専攻卒業。レントゲン藝術研究所準備室をスタート、現在に至る。
91年株式会社池内美術レントゲン藝術研究所ディレクター（～2001）。

## 出演
- KOBE ART MARCHE Interview02
- 美術品のある日常を当たり前に。作品を通して考える楽しさ、豊かさを伝えたい。｜池内務 another life

## 取材実績
- 「100年後のやつらざまあみろ、俺たちの時代はこんなに楽しかったんだ（笑）」｜満田晴穂×池内務 THE RACE